# Idstein
Idstein est une ville de Hesse (Allemagne), située dans l'Arrondissement de Rheingau-Taunus, dans le district de Darmstadt.
Jack Wolfskin a son siège social dans cette ville.

## Géographie

### Situation géographique
La vieille ville se trouve entre les deux ruisseaux de la ville, le Wolfsbach à l'est et le Wörsbach à l'ouest, à une altitude d'environ 280 mètres, sur une crête. Au nord de la vieille ville, les rochers du château et du château fort, derrière lesquels les deux ruisseaux se rejoignent, ferment cette colline. Le long du Wolfsbach, on peut encore voir aujourd'hui les restes de la colonie du même nom, qui a toutefois été abandonnée. Le domaine de Gassenbach, au sud de la ville, remonte à une ancienne colonie de Gassenbach ; il fait partie depuis quelques années du domaine de Mechtildshausen.
À l'ouest de la ville, au-delà de la vallée du Wörsbachtal, se trouve une autre crête allant de la Hohe Kanzel (592 m) au Rosenkippel (379 m) en passant par le Roßberg (426 m) et le Rügert (402 m) ; au sud, le Galgenberg (348 m) forme une autre crête jusqu'à la Dasbacher Haide. Un peu en dessous de la hauteur ouest, l'autoroute fédérale 3 ainsi que la voie rapide Cologne-Rhin/Main (dans le tunnel de l'Idstein) longent le versant.
De l'autre côté du Rügert, les quartiers d'Oberauroff et de Niederauroff se trouvent dans la vallée de l'Auroffer Bach.
Au nord d'Idstein, la vallée du Wörsbachtal se transforme en Goldenen Grund, une terre agricole fertile qui s'étend jusqu'à la vallée de la Lahn.

### Climat
Les précipitations annuelles s'élèvent à 724 mm et sont donc relativement normales, car elles se situent dans le dixième moyen des valeurs enregistrées en Allemagne. Des valeurs inférieures sont enregistrées dans 45 % des stations de mesure du service météorologique allemand. Le mois le plus sec est février, les précipitations les plus importantes sont enregistrées en juin. En juin, les précipitations sont 1,6 fois plus importantes qu'en février. Les précipitations ne varient que très peu et sont réparties de manière extrêmement régulière sur l'année. Seuls 4 % des stations de mesure enregistrent des variations saisonnières plus faibles.

### Communes voisines
Idstein est bordée au nord par la ville de Bad Camberg (district de Limburg-Weilburg) et la commune de Waldems (district de Rheingau-Taunus), à l'est par la commune de Glashütten (district de Hochtaunus), au sud-est par la ville d'Eppstein (district de Main-Taunus), au sud par la commune de Niedernhausen, au sud-ouest par la ville de Taunusstein ainsi qu'à l'ouest par la commune de Hünstetten (toutes trois dans le district de Rheingau-Taunus).

## Histoire
| Appartenances historiques Comté de Nassau 1159-1355 Comté de Nassau-Wiesbaden-Idstein 1355-1605 Nassau-Weilbourg 1605-1629 Nassau-Idstein 1629-1721 Comté de Nassau-Ottweiler 1721-1728 Nassau-Usingen 1728-1806 Duché de Nassau 1806-1866 Royaume de Prusse (Province de Hesse-Nassau) 1866-1918 République de Weimar 1918-1933 Reich allemand 1933-1945 Allemagne occupée 1945-1949 Allemagne 1949-présent |

Les remparts de Nack et les étables du château de Holdersberg témoignent de la colonisation précoce de l'Idsteiner Land. Les deux sites sont datés par les experts du début du Moyen Âge.
Idstein elle-même a été mentionnée pour la première fois dans un document en 1102 sous le nom d'Etichenstein et a reçu les droits de ville de Rudolf de Habsbourg en 1287. Outre la tour des sorcières dans le secteur de l'ancien château de Nassau, la ville possède un centre-ville médiéval avec de nombreux bâtiments à colombages. La plus ancienne maison d'habitation conservée date de 1410.

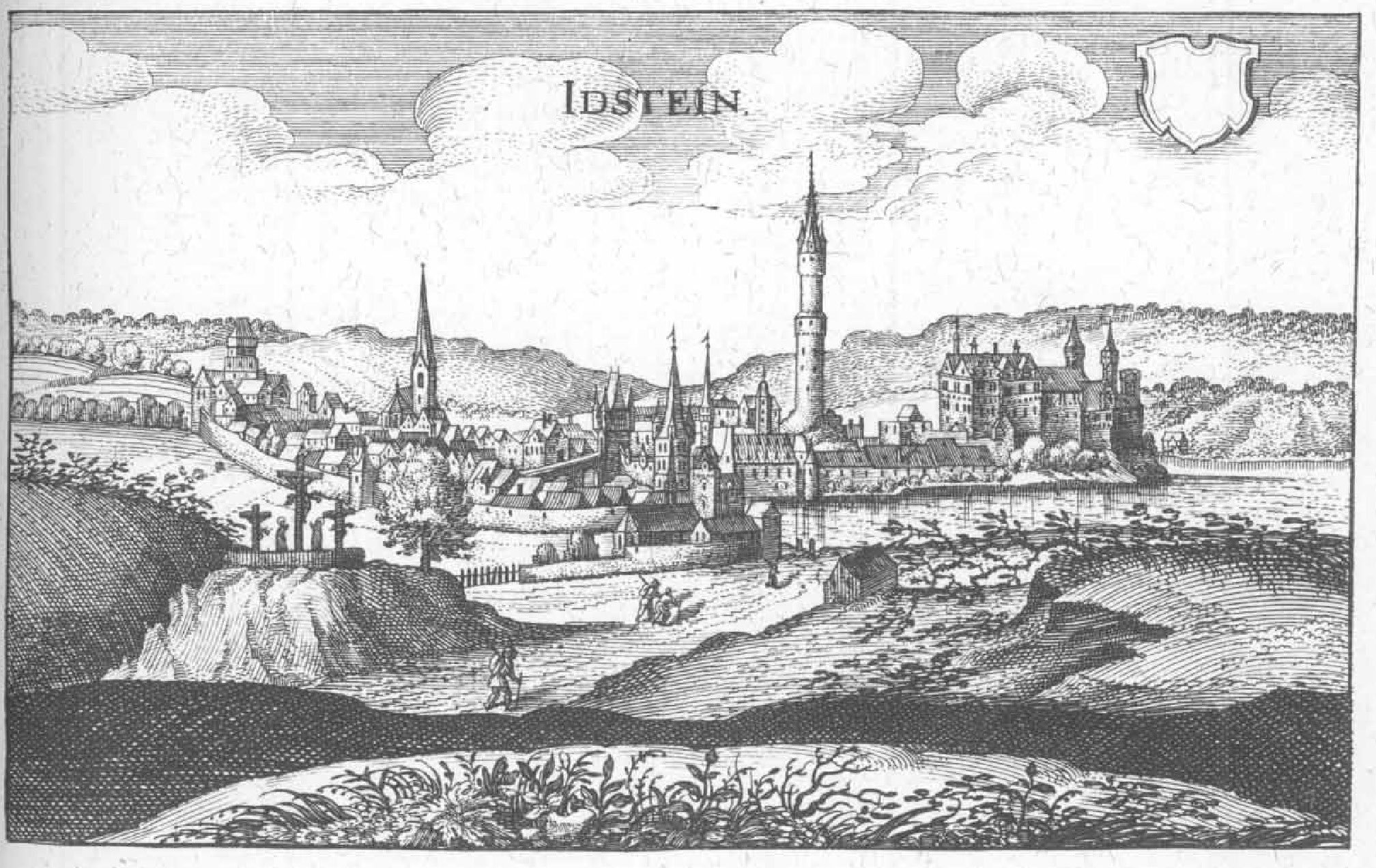
Idstein - Extrait de la Topographia Hassiae de Matthäus Merian 1655

Depuis la première mention dans les documents jusqu'à l'année 1721, Idstein a été, avec des interruptions, la résidence des comtes de Nassau-Idstein et d'autres lignées de Nassau. Les biens des Nassau ont été partagés à plusieurs reprises entre les héritiers et réunis à nouveau après l'extinction de certaines lignées ; ainsi, de 1480 à 1509, il y eut une lignée plus ancienne Nassau-Idstein, réunie plus tard à nouveau avec Nassau-Wiesbaden et Nassau-Weilburg, et de 1629 à 1721, une lignée plus jeune Nassau-Idstein.
Au XVIIe siècle, Idstein fut le lieu de procès de sorcières sous le comte protestant Johannes de Nassau-Idstein (1603-1677). Parmi les 39 personnes tuées figuraient Elisabeth Hoffmann, femme de pasteur à Sonnenberg, et Cäcilie Zeitlose Wicht, femme du pasteur Johannes Wicht de Heftrich. Ce n'est qu'en 2014 que les victimes des persécutions de sorcières à Idstein ont été unanimement réhabilitées sur le plan moral et socio-éthique par le parlement municipal.
En 1721, Idstein passa à Nassau-Ottweiler, en 1728 à Nassau-Usingen. Elle perdit ainsi son statut de ville de résidence, mais devint le siège des archives de Nassau et d'une préfecture.
À partir de l'automne 1806, la ville d'Idstein faisait partie du duché de Nassau, qui a été annexé par la Prusse en 1866. De la fin du 18e siècle au milieu du 20e siècle, Idstein a abrité une importante industrie du cuir. Pendant la Seconde Guerre mondiale, de nombreuses travailleuses forcées ont été employées dans les usines de cuir. En 1959, l'usine dominante au milieu du centre-ville a été fermée pour des raisons économiques. En 1956, une inondation dévastatrice avait submergé l'usine. Le terrain situé directement en bordure de la vieille ville est resté longtemps inoccupé et a été utilisé comme parking jusque dans les années 1980. Aujourd'hui, de nouveaux immeubles commerciaux et d'appartements s'y trouvent autour de la Löherplatz, qui a également pris la fonction de place du marché. Dans le quartier d'Ehrenbach, il reste une usine de cuir. Au 19e siècle, le fabricant de seringues E. Roth fabriquait à Idstein des seringues d'incendie qui étaient utilisées en particulier dans la région de Nassau.
La maison d'éducation thérapeutique Kalmenhof à Idstein a été impliquée dans le programme national-socialiste d'euthanasie : lors de l'action T4, le Kalmenhof a servi d'établissement intermédiaire pour le centre de mise à mort d'Hadamar. Après la fin des gazages à Hadamar en raison de protestations publiques, notamment de la part des églises, des assassinats furent perpétrés dans le Kalmenhof lui-même dans le cadre de l'Aktion Brandt ; les patients y étaient tués, entre autres, par empoisonnement médicamenteux. Le nombre exact de victimes n'est pas connu à ce jour, les estimations s'élèvent à environ 1 000 morts. La médecin Mathilde Muthig (également connue sous le nom de Mathilde Weber) avait une responsabilité importante dans cette affaire.
Le 1er juillet 1971, dans le cadre de la réforme territoriale en Hesse, les communes jusque-là indépendantes d'Ehrenbach, Eschenhahn et Niederauroff ont été intégrées volontairement. Le 1er octobre 1971, Dasbach, Walsdorf et Wörsdorf s'y sont ajoutées. Heftrich, Kröftel et Nieder-Oberrod ont suivi le 31 décembre 1971. La série d'incorporations s'est achevée avec l'intégration de Lenzhahn le 1er juillet 1972 et d'Oberauroff en vertu d'une loi du Land le 1er janvier 1977. Pour toutes les anciennes communes indépendantes ainsi que pour la ville-centre, des districts locaux ont été créés avec un conseil local et un chef de district.